# Västanåfallet
Der Västanåfallet ist ein Wasserfall des Flusses Eksjöån in der schwedischen Provinz Västernorrlands län und der historischen Provinz Ångermanland mit einer Fallhöhe von insgesamt 90 Metern.
Der Wasserfall liegt in einem 1978 geschaffenen, etwa 7 Hektar großen Naturschutzgebiet in der Nähe der Ortschaft Viksjö in der Gemeinde Härnösand. Die Kraft des Wasserfalls wurde zwischen 1744 und 1867 wirtschaftlich von einer Eisenhütte genutzt, deren Überreste noch heute zu besichtigen sind.

## Bilder

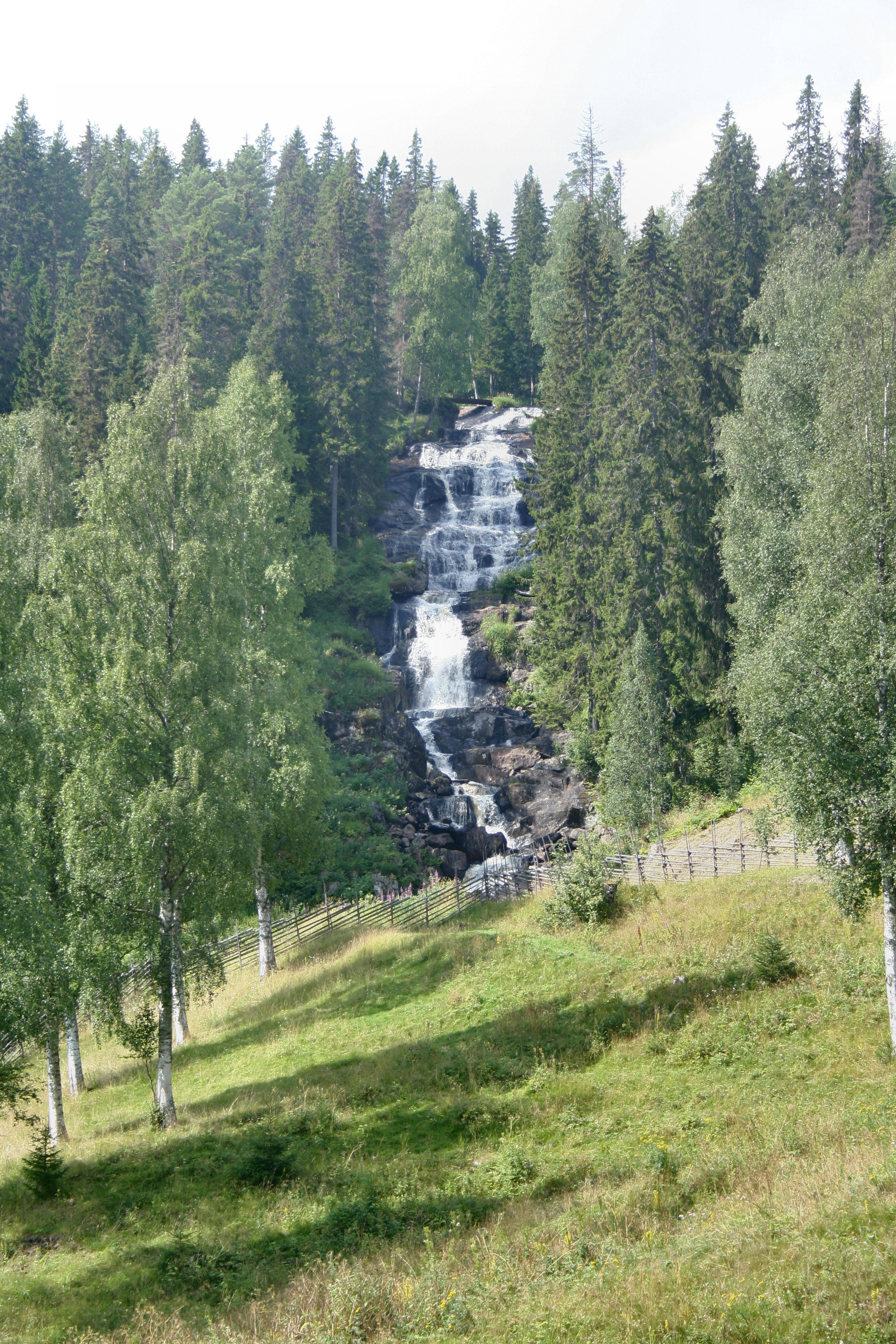
Gesamtansicht
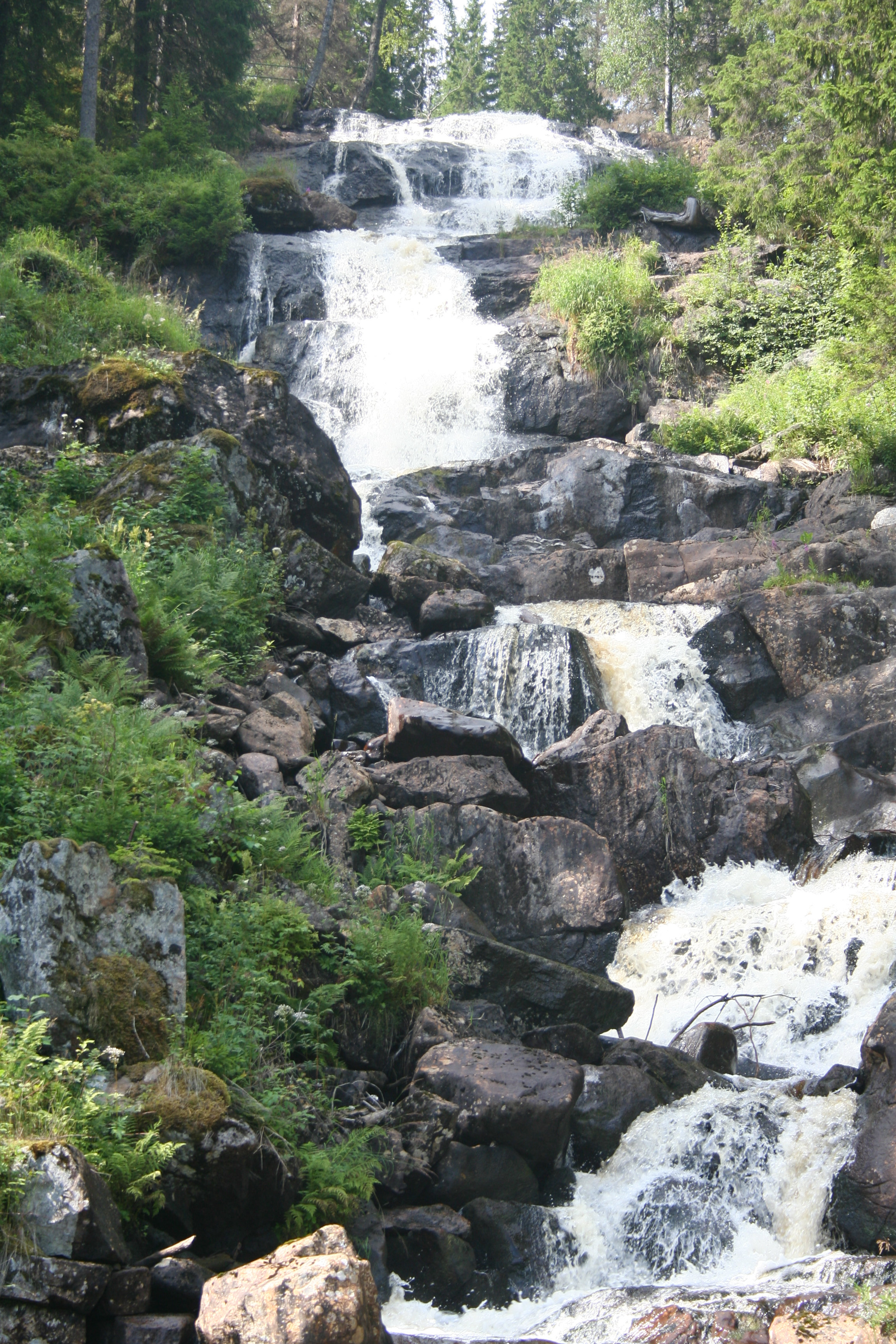
Oberer Teil
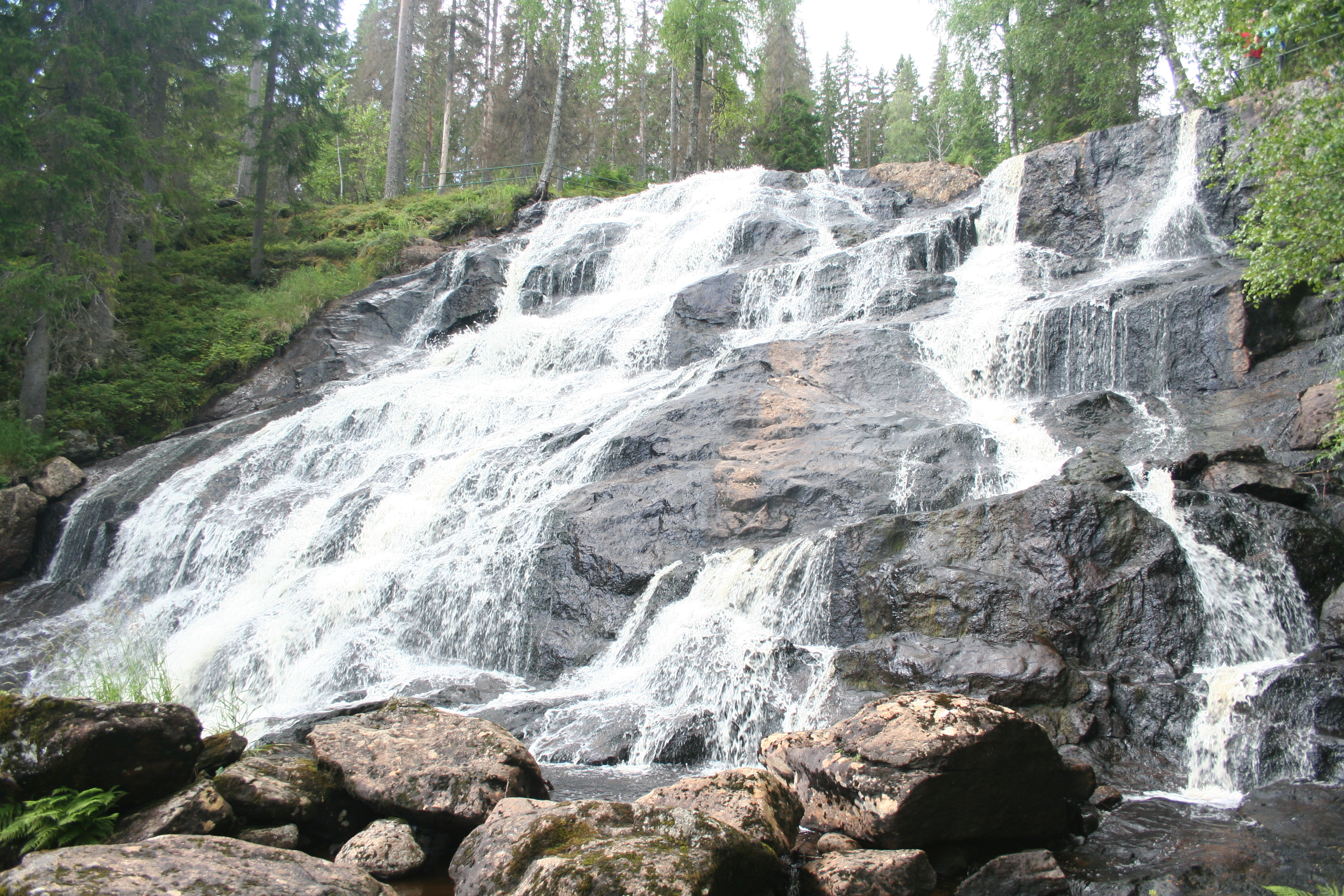
Oberster Teil